# Madison, Kansas
Madison är en ort i Greenwood County i Kansas. Vid 2020 års folkräkning hade Madison 689 invånare.